# Brönnhof (Wüstung)

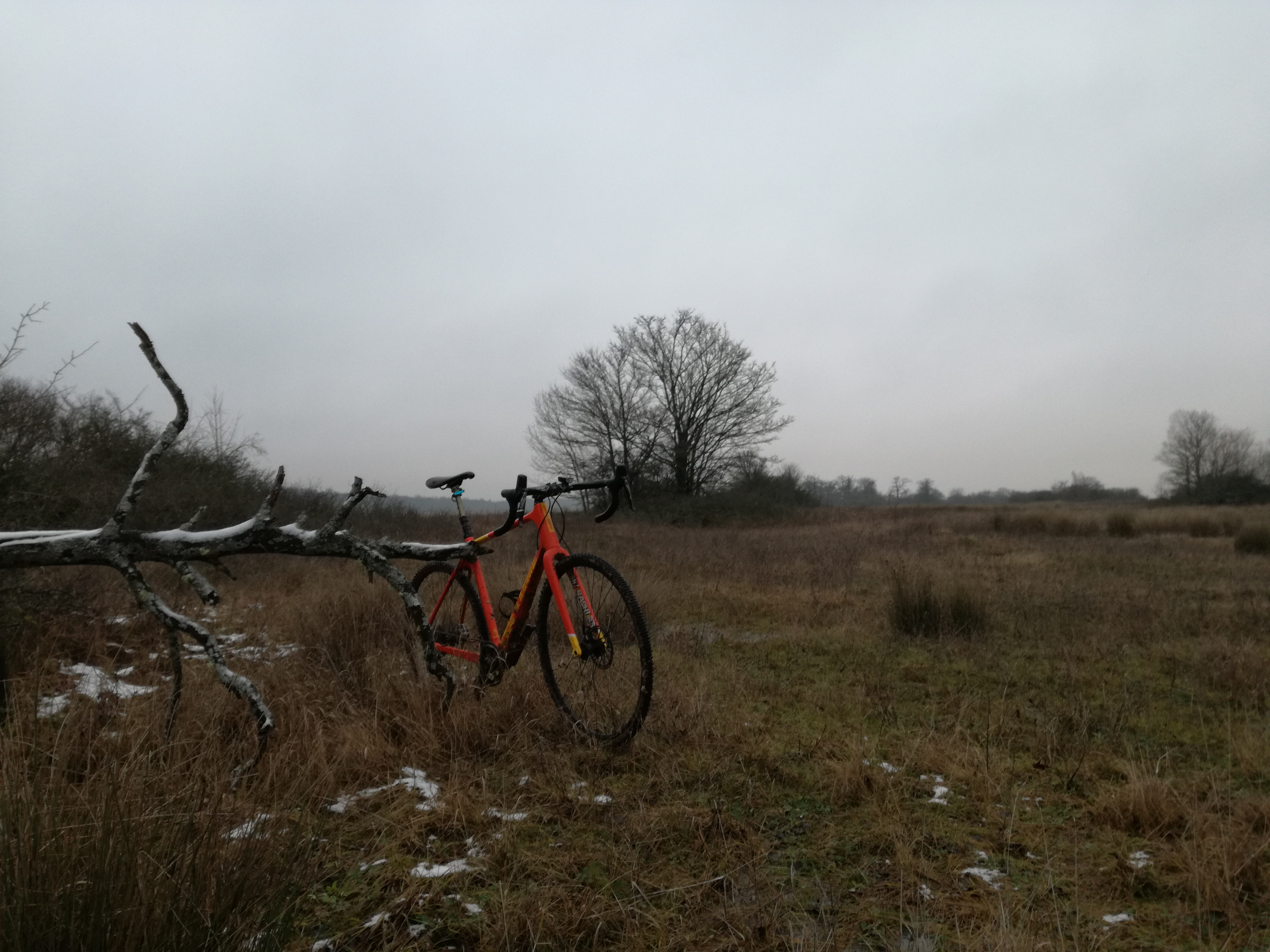
Rodungsinsel am Brönnhof, Dezember 2017

Der Brönnhof (frühere Schreibweise Brönhof) ist eine neuzeitliche Hofwüstung im Landkreis Schweinfurt auf dem Gebiet der Gemeinde Üchtelhausen. Die Wüstung Brönnhof liegt in der Mitte des weitaus größeren, gleichnamigen Areals Brönnhof und war dessen Namensgeber.

## Geografische Lage
Die Wüstung liegt in der Schweinfurter Rhön auf 365 m ü. NN und gehört heute zum Üchtelhäuser Ortsteil Weipoltshausen. Sie liegt in der Mitte einer 3,2 km² großen Rodungsinsel, die den Kern des 2014 aufgegebenen 26 km² großen Standortübungsplatzes der US Army Brönnhof bildete. Ein großes Teilgebiet von ihm wurde 2016 größtes Nationales Naturerbe (NNE) Bayerns.

## Geschichte
Der Brönnhof gehörte zum Deutschen Orden und wurde kirchlich von der Pfarrei Rannungen mitversorgt. Er war Gemeindeteil von Pfersdorf. Die U.S. Army Garrison Schweinfurt (USAG Schweinfurt) errichtete hier um 1960 einen Standortübungsplatz. Spätestens nun wurde der Brönnhof zur Wüstung. Im bayerischen Ortsverzeichnis 1964 war er bereits als unbewohnt vermerkt.
Nach der Auflösung der Gemeinde Pfersdorf bei der Gebietsreform kam er 1971 zunächst zur Gemeinde Poppenhausen und wurde 1978 der Gemeinde Üchtelhausen zugeteilt.

## Beschreibung des Hofs

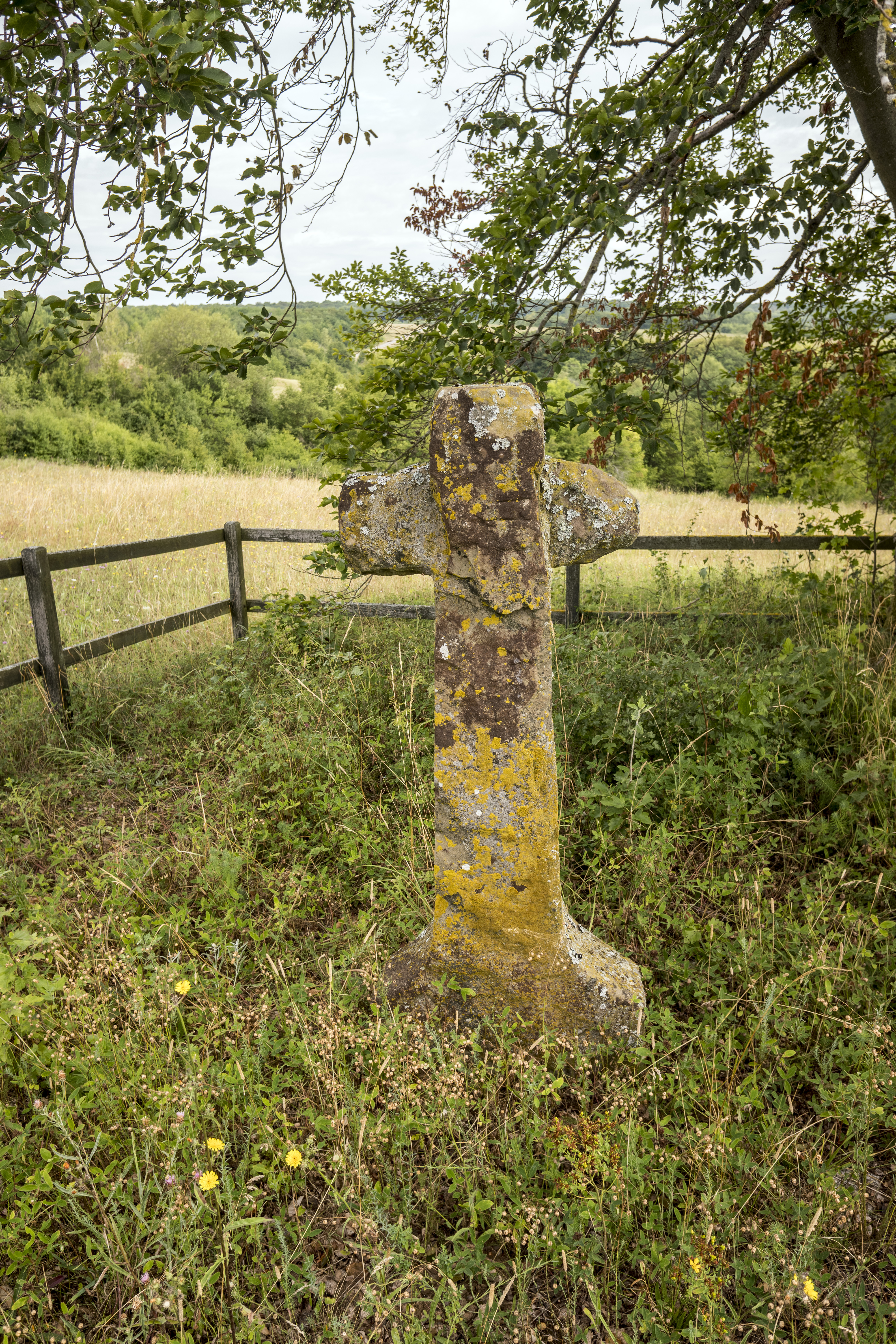
Steinkreuz unweit südlich der Hofwüstung Brönnhof,
im Jahre 2019

Der Gutshof besaß einen zentralen, größeren Platz, der vom Herrenhaus, sieben Nebenhäusern (Gesindehäuser, Ställe, Scheunen), zwei Gärten und Streuobstwiesen umgeben war. Vom Hof aus führten zwölf Wege und Fluren sternförmig in alle Richtungen.
| Holzwiesenschlag Bauhölzl | Ranninger Weg1 Großwiesenanger Großwiesen-Rangen | Greinbergweg                |
| Hopichswiesenweg          | Kompassrose, die auf Nachbargemeinden zeigt      | untern Hof                  |
| Holzhauser Weg3           | Schweinfurter Straße                             | Zeller Weg2 Sebastianschlag |

1 Rannungen

2 Zell

3 Holzhausen
Die Wüstung wird vom Bayerischen Landesamt für Denkmalpflege als Bodendenkmal D-6-5827-0039 Neuzeitliche Hofwüstung „Brönnhof“ geführt (Stand 2. September 2017).
Die Hofanlage ähnelte in Größe, Anordnung und großem, zentralen Platz dem ebenfalls einst zum Deutschen Orden gehörenden, heute noch bestehenden Gebäuden des Guts Deutschhof. Es liegt auch im Westen der Schweinfurter Rhön.